# Прва лига Србије у америчком фудбалу 2021.
Прва лига Србије у америчком фудбалу 2021. је шеснаеста сезона највишег ранга такмичења америчког фудбала у Србији. Лига је настављена након паузе од годину дана, јер се због Пандемије ковида 19 у Србији 2020. године играла 7 на 7 верзија фудбала. У лиги је наступило укупно седам клубова, а титулу су бранили Вајлд борси из Крагујевца.
Сезона је почела утакмицама првог кола 18. априла 2021. године. Сезона је завршена 10. јула финалном утакмицом између Вукова и Банат булса. Титулу су овојили Вукови Београд, осму у својој историји.

## Систем такмичења
Систем такмичења је промењен у односу на прошлу сезону. У лиги је учествовало 7 клубова, а играло се по једнокружном бод систему, сваки клуб одиграо је по 6 мечева. Четири најбоље пласирана клуба пласирала су се у полуфинале. У полуфиналу, првопласирани тим је као домаћин играо против четворопласираног тима на табели након одиграног лигашког дела такмичења, док је другопласирани дочекао трећепласирани тим. Пласман од петог до седмог места одређивао се на основу пласмана на табели у лигашком делу такмичења. Последњепласирани клуб у Првој лига играо је бараж утакмицу са победником Друге лиге Србије.

## Клубови
За разлику од прошлог првенства, лига је проширена на 7 клубова. Као последњепласирана екипа испали су Индијанси Инђија. Нови чланови прволигашког друштва су Банат булси и Пастуви Пожаревац.
| Клуб          | Место      | Сезона 2019        |
| ------------- | ---------- | ------------------ |
| Блек хорнетси | Јагодина   | 5. место           |
| Блу драгонси  | Београд    | Полуфинале         |
| Банат булси   | Панчево    | 1. место у 2. лиги |
| Вајлд борси   | Крагујевац | Првак              |
| Вајлд догси   | Нови Сад   | Полуфинале         |
| Вукови        | Београд    | Финале             |
| Пастуви       | Пожаревац  | 4. место у 2. лиги |

## Резултати
1. коло
| Датум          | Клуб                   | Клуб                   | Резултат | Стадион                           |
| -------------- | ---------------------- | ---------------------- | -------- | --------------------------------- |
| 18. април 2021 | Блек хорнетси Јагодина | Вајлд догси Нови Сад   | 12:21    | Терен ФК Трнава, Трнава           |
| 18. април 2021 | Банат булси            | Вукови Београд         | 13:28    | Терен Рагби клуба Борац, Старчево |
| 18. април 2021 | Пастуви Пожаревац      | Вајлд борси Крагујевац | 2:26     | Градски стадион, Пожаревац        |

2. коло
| Датум          | Клуб                 | Клуб                   | Резултат | Стадион                      |
| -------------- | -------------------- | ---------------------- | -------- | ---------------------------- |
| 24. април 2021 | Блу драгонси Београд | Блек хорнетси Јагодина | 22:14    | Стадион ФК Херој, Београд    |
| 24. април 2021 | Вукови Београд       | Пастуви Пожаревац      | 49:0     | Стадион ФК Раковица, Београд |
| 25. април 2021 | Вајлд догси Нови Сад | Банат булси            | 0:17     | Стадион ФК Сремац, Черевић   |

3. коло
| Датум       | Клуб                   | Клуб                 | Резултат | Стадион                            |
| ----------- | ---------------------- | -------------------- | -------- | ---------------------------------- |
| 8. мај 2021 | Вајлд борси Крагујевац | Вукови Београд       | 42:43    | Пом. стадион Чика Даче, Крагујевац |
| 8. мај 2021 | Банат булси            | Блу драгонси Београд | 38:31    | Стадион ФК Херој, Београд1         |
| 9. мај 2021 | Пастуви Пожаревац      | Вајлд догси Нови Сад | 0:39     | Градски стадион, Пожаревац         |

4. коло
| Датум        | Клуб                   | Клуб                   | Резултат | Стадион                    |
| ------------ | ---------------------- | ---------------------- | -------- | -------------------------- |
| 15. мај 2021 | Блу драгонси Београд   | Пастуви Пожаревац      | 42:0     | Стадион ФК Херој, Београд  |
| 16. мај 2021 | Блек хорнетси Јагодина | Банат булси            | 22:43    | Терен ФК Трнава, Трнава    |
| 24. мај 2021 | Вајлд догси Нови Сад   | Вајлд борси Крагујевац | 7:64     | Стадион ФК Сремац, Черевић |

5. коло
| Датум        | Клуб                   | Клуб                   | Резултат | Стадион                            |
| ------------ | ---------------------- | ---------------------- | -------- | ---------------------------------- |
| 29. мај 2021 | Вукови Београд         | Вајлд догси Нови Сад   | 17:0     | Стадион ФК Раковица, Београд       |
| 29. мај 2021 | Вајлд борси Крагујевац | Блу драгонси Београд   | 38:34    | Пом. стадион Чика Даче, Крагујевац |
| 30. мај 2021 | Пастуви Пожаревац      | Блек хорнетси Јагодина | 14:34    | Градски стадион, Пожаревац         |

6. коло
| Датум       | Клуб                   | Клуб                   | Резултат | Стадион                                |
| ----------- | ---------------------- | ---------------------- | -------- | -------------------------------------- |
| 6. јун 2021 | Блу драгонси Београд   | Вукови Београд         | 7:44     | Стадион ФК Херој, Београд              |
| 6. јун 2021 | Блек хорнетси Јагодина | Вајлд борси Крагујевац | 0:43     | Терен ФК Морава, Рибаре                |
| 6. јун 2021 | Банат булси            | Пастуви Пожаревац      | 48:7     | Терен ФК Будућност, Банатски Брестовац |

7. коло
| Датум        | Клуб                   | Клуб                   | Резултат | Стадион                            |
| ------------ | ---------------------- | ---------------------- | -------- | ---------------------------------- |
| 12. јун 2021 | Вукови Београд         | Блек хорнетси Јагодина | 56:0     | Стадион ФК Раковица, Београд       |
| 29. јун 2021 | Вајлд борси Крагујевац | Банат булси            | 34:40    | Пом. стадион Чика Даче, Крагујевац |
| 20. јун 2021 | Вајлд догси Нови Сад   | Блу драгонси Београд   | 36:19    | Стадион ФК Сремац, Черевић         |

- 1 Играло се на терену Блу драгонса у Београду, иако су домаћини били Банат булси

## Табела
|  | Пласирали се у полуфинале |

| #  | Клуб                   | ИГ | П | ИЗ | ПД  | ПП  | ПР   |
| -- | ---------------------- | -- | - | -- | --- | --- | ---- |
| 1. | Вукови Београд         | 6  | 6 | 0  | 237 | 62  | +175 |
| 2. | Банат булси            | 6  | 5 | 1  | 201 | 122 | +79  |
| 3. | Вајлд борси Крагујевац | 6  | 4 | 2  | 247 | 126 | +121 |
| 4. | Блу драгонси Београд   | 6  | 3 | 3  | 172 | 153 | +19  |
| 5. | Вајлд догси Нови Сад   | 6  | 2 | 4  | 86  | 146 | -60  |
| 6. | Блек хорнетси Јагодина | 6  | 1 | 5  | 82  | 201 | -119 |
| 7. | Пастуви Пожаревац      | 6  | 0 | 6  | 23  | 238 | -215 |

## Бараж за опстанак
| Датум        | Клуб              | Клуб            | Резултат | Стадион                    |
| ------------ | ----------------- | --------------- | -------- | -------------------------- |
| 11. јул 2021 | Пастуви Пожаревац | Мамутси Кикинда | 29:6     | Градски стадион, Пожаревац |

## Плеј-оф

### Полуфинале
| Датум        | Клуб           | Клуб                   | Резултат | Стадион                      |
| ------------ | -------------- | ---------------------- | -------- | ---------------------------- |
| 27. јун 2021 | Банат булси    | Вајлд борси Крагујевац | 26:24    | Градски стадион, Вршац       |
| 27. јун 2021 | Вукови Београд | Блу драгонси Београд   | 52:12    | Стадион ФК Раковица, Београд |

### Финале
| Датум        | Клуб           | Клуб        | Резултат | Стадион                      |
| ------------ | -------------- | ----------- | -------- | ---------------------------- |
| 10. јул 2021 | Вукови Београд | Банат булси | 24:14    | Стадион ФК Раковица, Београд |

| Првак Суперлиге Србије 2021. |
| ---------------------------- |
| Вукови Београд 8. титула     |